# Orthochirus krishnai
Espèce
Orthochirus krishnai est une espèce de scorpions de la famille des Buthidae.

## Distribution
Cette espèce est endémique du Rajasthan en Inde. Elle se rencontre vers Jodhpur.

## Description
La femelle holotype mesure 44,25 mm.

## Publication originale
- Tikader & Bastawade, 1983 : « Scorpions Scorpionida : Arachnida. » The fauna of India, . The Zoological Survey of India, Calcutta, vol. 3, p. 1–668 (texte intégral).